# Big Love (single)
"Big Love" is een nummer van de Brits-Amerikaanse band Fleetwood Mac. Het nummer verscheen op hun album Tango in the Night uit 1987. Op 23 maart van dat jaar werd het nummer in Europa, de VS en Canada uitgebracht als de eerste single van het album. Op 12 april volgden Australië en Nieuw-Zeeland en op 25 april Japan.

## Achtergrond
"Big Love" is geschreven en gezongen door gitarist Lindsey Buckingham. Het was de eerste single van Fleetwood Mac in vijf jaar tijd. Buckingham schreef het nummer oorspronkelijk voor zijn derde solo-album, maar in plaats hiervan kwam het Fleetwood Mac-album Tango in the Night uit. Het nummer kenmerkt de productie van het album, met de herhaling van de uitwisseling "ooh, ahh", welke te lijken worden gezongen door Buckingham en zangeres Stevie Nicks. Buckingham zong echter beide delen; zijn stem werd gesampled en aangepast zodat deze zou lijken op een vrouwenstem. Hij vertelde hierover: "Het was vreemd dat zoveel mensen zich afvroegen of Stevie met mij meezong."
"Big Love" werd lange tijd niet uitgevoerd tijdens concerten, nadat Buckingham de band kort na de uitgave van het album verliet. Het nummer werd pas live gespeeld na zijn terugkeer in 1997. Wel speelde hij het nummer tijdens zijn eerste solotournee in 1993 live in een versie die enkel de gitaar bevatte. Nadat hij in 2018 de band opnieuw verliet, is het niet meer live gespeeld.
"Big Love" werd een grote hit en bereikte de 5e positie in de Verenigde Staten. Tevens werd het een nummer 2-hit in de Mainstream Rock-lijsten. In het Verenigd Koninkrijk kwam het niet verder dan de 9e positie in de UK Singles Chart. 
In Nederland was de plaat op zondag 5 april 1987 de 170e Speciale Aanbieding bij de KRO op Radio 3 en werd een grote hit in de destijds twee hitlijsten op de nationale publieke popzender. De plaat bereikte de 4e positie in de Nederlandse Top 40 en de 8e positie in de Nationale Hitparade Top 100. In de pan Europese hitlijst op Radio 3, de TROS Europarade, bereikte de plaat de 11e positie en stond tot de voorlaatste uitzending op 25 juni 1987, in deze lijst genoteerd.
In België werd de 8e positie bereikt in de voorloper van de Vlaamse Ultratop 50 en de 7e positie in de Vlaamse Radio 2 Top 30. In Wallonië werd géén notering behaald.
Een cover van het nummer werd gemaakt door Anneke van Giersbergen en Danny Cavanagh voor hun gezamenlijke live-album In Parallel uit 2009.

## Hitnoteringen

### Nederlandse Top 40
| Hitnotering: 25-04-1987 t/m 04-07-1987 | Hitnotering: 25-04-1987 t/m 04-07-1987 | Hitnotering: 25-04-1987 t/m 04-07-1987 | Hitnotering: 25-04-1987 t/m 04-07-1987 | Hitnotering: 25-04-1987 t/m 04-07-1987 | Hitnotering: 25-04-1987 t/m 04-07-1987 | Hitnotering: 25-04-1987 t/m 04-07-1987 | Hitnotering: 25-04-1987 t/m 04-07-1987 | Hitnotering: 25-04-1987 t/m 04-07-1987 | Hitnotering: 25-04-1987 t/m 04-07-1987 | Hitnotering: 25-04-1987 t/m 04-07-1987 | Hitnotering: 25-04-1987 t/m 04-07-1987 | Hitnotering: 25-04-1987 t/m 04-07-1987 |
| Week                                   | 1                                      | 2                                      | 3                                      | 4                                      | 5                                      | 6                                      | 7                                      | 8                                      | 9                                      | 10                                     | 11                                     |                                        |
| -------------------------------------- | -------------------------------------- | -------------------------------------- | -------------------------------------- | -------------------------------------- | -------------------------------------- | -------------------------------------- | -------------------------------------- | -------------------------------------- | -------------------------------------- | -------------------------------------- | -------------------------------------- | -------------------------------------- |
| Positie                                | 31                                     | 19                                     | 11                                     | 9                                      | 5                                      | 4                                      | 4                                      | 6                                      | 13                                     | 22                                     | 37                                     | uit                                    |

### Nationale Hitparade Top 100
| Hitnotering: 11-04-1987 t/m 18-07-1987 | Hitnotering: 11-04-1987 t/m 18-07-1987 | Hitnotering: 11-04-1987 t/m 18-07-1987 | Hitnotering: 11-04-1987 t/m 18-07-1987 | Hitnotering: 11-04-1987 t/m 18-07-1987 | Hitnotering: 11-04-1987 t/m 18-07-1987 | Hitnotering: 11-04-1987 t/m 18-07-1987 | Hitnotering: 11-04-1987 t/m 18-07-1987 | Hitnotering: 11-04-1987 t/m 18-07-1987 | Hitnotering: 11-04-1987 t/m 18-07-1987 | Hitnotering: 11-04-1987 t/m 18-07-1987 | Hitnotering: 11-04-1987 t/m 18-07-1987 | Hitnotering: 11-04-1987 t/m 18-07-1987 | Hitnotering: 11-04-1987 t/m 18-07-1987 | Hitnotering: 11-04-1987 t/m 18-07-1987 | Hitnotering: 11-04-1987 t/m 18-07-1987 | Hitnotering: 11-04-1987 t/m 18-07-1987 |
| Week                                   | 1                                      | 2                                      | 3                                      | 4                                      | 5                                      | 6                                      | 7                                      | 8                                      | 9                                      | 10                                     | 11                                     | 12                                     | 13                                     | 14                                     | 15                                     |                                        |
| -------------------------------------- | -------------------------------------- | -------------------------------------- | -------------------------------------- | -------------------------------------- | -------------------------------------- | -------------------------------------- | -------------------------------------- | -------------------------------------- | -------------------------------------- | -------------------------------------- | -------------------------------------- | -------------------------------------- | -------------------------------------- | -------------------------------------- | -------------------------------------- | -------------------------------------- |
| Positie                                | 84                                     | 52                                     | 26                                     | 19                                     | 14                                     | 9                                      | 8                                      | 9                                      | 9                                      | 19                                     | 21                                     | 31                                     | 48                                     | 79                                     | 90                                     | uit                                    |

### TROS Europarade
Hitnotering: 24-05-1987 t/m 14-06-1987. Hoogste notering: #11 (1 week).

### NPO Radio 2 Top 2000
| Nummer met noteringen in de NPO Radio 2 Top 2000 | '00  | '01 | '02  | '03  | '04-'08 | '09  | '10  | '11  | '12  | '13 | '14  | '15  | '16  | '17  | '18  | '19  | '20  | '21  | '22  | '23  | '24  |
| ------------------------------------------------ | ---- | --- | ---- | ---- | ------- | ---- | ---- | ---- | ---- | --- | ---- | ---- | ---- | ---- | ---- | ---- | ---- | ---- | ---- | ---- | ---- |
| Big Love                                         | 1818 | -   | 1799 | 1838 | -       | 1753 | 1844 | 1667 | 1300 | 903 | 1147 | 1118 | 1424 | 1404 | 1261 | 1380 | 1395 | 1530 | 1058 | 1469 | 1682 |

1. ↑  Een '-' betekent dat het nummer niet was genoteerd en een vetgedrukt getal geeft de hoogste notering aan.
2. ↑  2000 was het eerste jaar met een notering voor dit nummer.